# Rödnackad busktörnskata
Rödnackad busktörnskata (Laniarius ruficeps) är en fågel i familjen busktörnskator inom ordningen tättingar.

## Utseende och läte
Rödnackad busktörnskata är en vacker busktörnskata i grått, svart och vitt. På hjässan är den rödfärgad, i varierande grad geografiskt. Sången är distinkt, en duett där hanen avger ett ljudligt och nasalt "kwee" och honan svarar med en skallrande serie.

## Utbredning och systematik
Rödnackad busktörnskata delas in i tre underarter med följande utbredning:
- Laniarius ruficeps rufinuchalis – förekommer från Eritrea till Etiopien, Djibouti och sydöstra Kenya
- Laniarius ruficeps ruficeps – förekommer i nordvästligaste Somalia
- Laniarius ruficeps kismayensis - förekommer i kustnära södra Somalia och norra Kenya

## Levnadssätt
Rödnackad busktörnskata hittas i torrt landskap, som torr savann och törnbuskmarker med tät undervegetation. Fågeln är generellt ovanlig och tillbakadragen.

## Status
Arten har ett stort utbredningsområde och beståndet anses vara stabilt. Internationella naturvårdsunionen IUCN listar den därför som livskraftig (LC).